# 日本ブッシュ
日本ブッシュ株式会社（ニッポンブッシュ）は、神奈川県平塚市に本社を置く真空ポンプ、真空システムの販売会社。世界44カ国に現地法人を持つブッシュグループの、日本法人。

## 事業
- 真空ポンプ[1][2]、コンプレッサー[3][4]、真空計[5]、リークディテクター[6]、ガス除害装置、真空ブロワー[7]の販売
- 真空システムの設計・施工[8]
- 真空機器修理、メンテナンス[9]

## 沿革
グループ本社は1963年にドイツで設立。グループ傘下にファイファーバキューム社(Pfeiffer Vacuum+Fab Solutions)を持つ。日本ブッシュは、1981年、東京都中央区日本橋に設立。2004年、サービス工場、倉庫を備えた本社ビルが神奈川県平塚市に完成、移転。

## 工場
ドイツ、スイス、アメリカ、イギリス、チェコ、韓国、インド、他

## 国内サービス拠点
平塚本社、東北、関西、九州